# Eleição para mesa diretora da Assembleia Legislativa da Bahia em 2021
A eleição para a mesa diretora do Assembleia Legislativa da Bahia ocorreu no dia 1 de fevereiro de 2021, e resultou na eleição do presidente e de quatro vice-presidentes, dos cargos de 1º, 2º, 3º e 4º Secretário da mesa e dos seus respectivos suplentes.
A eleição para a presidência da Assembleia Legislativa da Bahia  ocorreu no dia 1 de fevereiro, e elegeu Adolfo Menezes para o cargo.
Concorreu também ao cargo de presidente o deputado Hilton Coelho (PSOL).

## Resultados por cargo

### Presidente
| Candidato      | Número de Votos | Partido | %      |
| -------------- | --------------- | ------- | ------ |
| Adolfo Menezes | 60              | PSD     | 95,23% |
| Hilton Coelho  | 1               | PSOL    | 1,58%  |
| Abstenção      | 2               | -       | 3,17%  |
| TOTAL          | 63              | -       | 100,00 |

### 1.° Vice-Presidente
| Candidato    | Número de Votos | Partido | %      |
| ------------ | --------------- | ------- | ------ |
| Paulo Rangel | 58              | PT      | 92,06  |
| Abstenção    | 5               | -       | 7,93   |
| TOTAL        | 63              | -       | 100,00 |

### 2.° Vice-Presidente
| Candidato        | Número de Votos | Partido | %      |
| ---------------- | --------------- | ------- | ------ |
| Marcelinho Veiga | 36              | PSB     | 57,14% |
| Fabiola Mansur   | 25              | PSB     | 39,68% |
| Abstenção        | 2               | -       | 3,17%  |
| TOTAL            | 63              | -       | 100,00 |

### 3.° Vice-Presidente
| Candidato | Número de Votos | Partido | %      |
| --------- | --------------- | ------- | ------ |
| Bobô      | 56              | PCdoB   | 88,88  |
| Abstenção | 7               | -       | 11,11  |
| TOTAL     | 63              | -       | 100,00 |

### 4.° Vice-Presidente
| Candidato    | Número de Votos | Partido | %      |
| ------------ | --------------- | ------- | ------ |
| Paulo Câmara | 53              | PSDB    | 84,12  |
| Abstenção    | 10              | -       | 15,87  |
| TOTAL        | 63              | -       | 100,00 |

### 1.° Secretário
| Candidato    | Número de Votos | Partido | %      |
| ------------ | --------------- | ------- | ------ |
| Júnior Muniz | 55              | PP      | 87,30  |
| Abstenção    | 8               | -       | 12,69  |
| TOTAL        | 63              | -       | 100,00 |

### 2.° Secretário
| Candidato    | Número de Votos | Partido | %      |
| ------------ | --------------- | ------- | ------ |
| Alan Sanches | 59              | DEM     | 93,65  |
| Abstenção    | 4               | -       | 6,34   |
| TOTAL        | 63              | -       | 100,00 |

### 3.° Secretário
| Candidato      | Número de Votos | Partido | %      |
| -------------- | --------------- | ------- | ------ |
| Soldado Prisco | 52              | PSC     | 82,53  |
| Abstenção      | 11              | -       | 17,46  |
| TOTAL          | 63              | -       | 100,00 |

### 4.° Secretário
| Candidato    | Número de Votos | Partido | %      |
| ------------ | --------------- | ------- | ------ |
| Neusa Cadore | 54              | PT      | 85,71  |
| Abstenção    | 8               | -       | 14,28  |
| TOTAL        | 63              | -       | 100,00 |